# Jean Van Hamme
Jean Van Hamme (Bruxelles, 16 gennaio 1939) è un fumettista e scrittore belga.

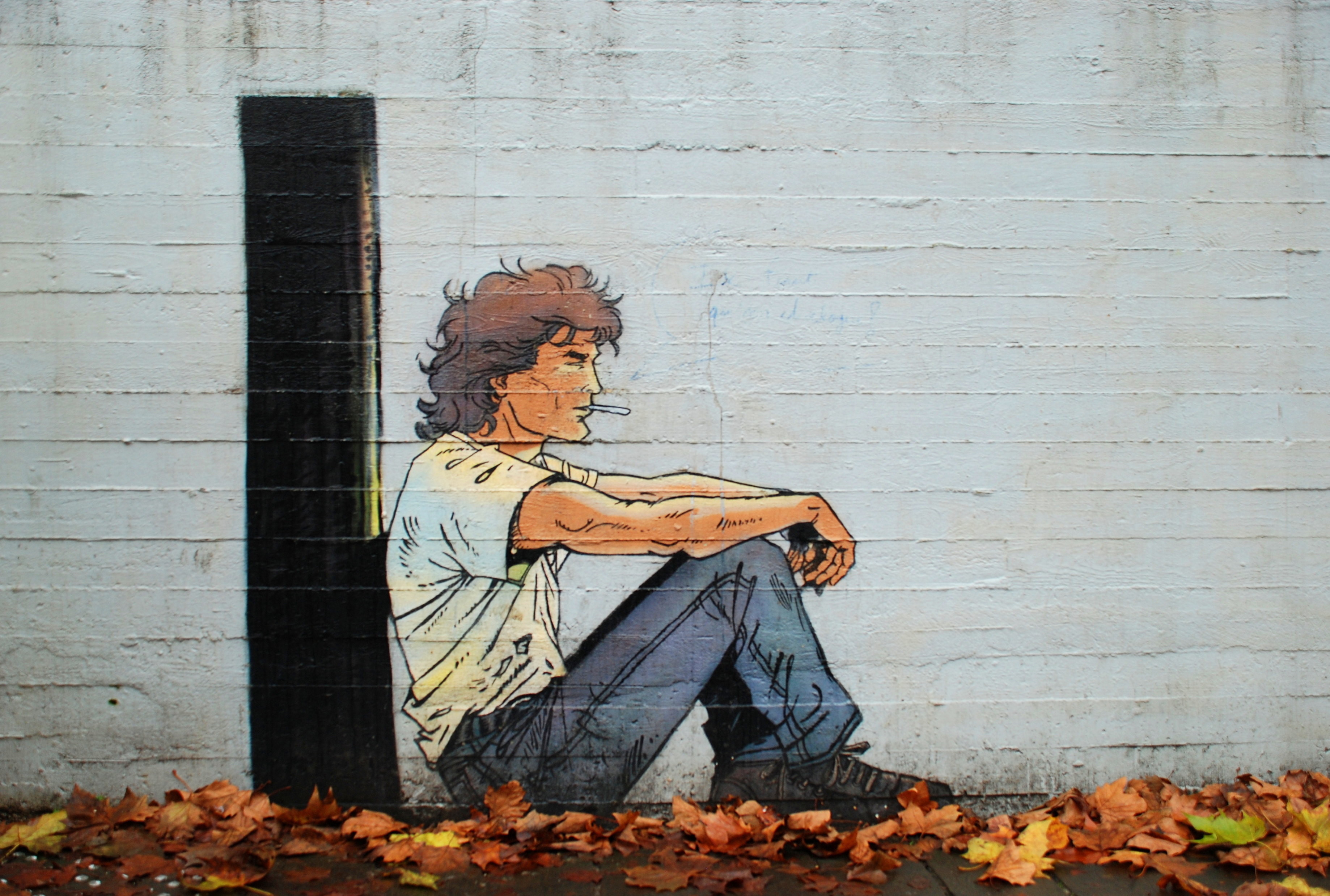
Largo Winch murale sulla Place des Sciences a Louvain-la-Neuve (Belgio).

Tra le sue opere più notevoli si segnalano XIII, Largo Winch, Thorgal e I Maestri dell'Orzo.
Dalla sua graphic novel XIII è stato tratto il videogioco omonimo, e nel 2008 diviene anche una serie televisiva francese.
Nel 2001 ha creato il personaggio di Wayne Shelton, disegnato da Christian Denayer.

## Pubblicazioni

### Ciclo di Largo Winch
1. 1977 - Assalto al gruppo W (Largo Winch et groupe W), Segretissimo n. 1308 (1996)
2. 1977 - Operazione Cyclope bionda (Largo Winch et la Cyclope), Segretissimo n. 1315 (1996)
3. 1978 - L'ultimo dei dogi (Largo Winch et le dernier des doges), Segretissimo n. 1324 (1997)
4. 1979 - La fortezza di Makiling (Largo Winch et la forteresse de Makiling), Segretissimo n. 1339 (1997)
5. 1979 - Trappola a Mindanao (Largo Winch et les révoltés de Zamboanga), Segretissimo n. 1352 (1998)
6. 1980 - Largo Winch, inganno finale (Largo Winch: Business Blues), Segretissimo n. 1361 (1998)

### Altre opere
- 1992-1997 - I Maestri dell'Orzo (Les maitres de l'orge, disegni di Francis Vallès, Classici del fumetto di Repubblica-Panini Comics (2005)
- 2000 - Luna di guerra (Lune de guerre), disegni di Hermann, Alessandro editore (2001)

## Filmografia
- 1979 - Jackson ou le mnémocide - sceneggiatura
- 1981 - Diva - adattamento dal romanzo di Daniel Odier
- 1996 - Les steenfort, maîtres de l'orge - telefilm tratto dalla sua graphic novel
- 2001 - Largo Winch: The Heir - Film TV basato sul personaggio omonimo
- 2001 - Largo Winch (Largo Winch) - telefilm basato sul personaggio omonimo
- 2005 - Die Bluthochzeit - tratto dalla sua graphic novel
- 2008 - Largo Winch - film basato sul personaggio omonimo